# Cuencas costeras entre río Copiapó y quebrada Totoral
Las cuencas costeras entre río Copiapó y quebrada de Totoral es el nombre dado en el inventario de cuencas de Chile (BNA), elaborado en 1978, al ítem 035 que comprende las cuencas exorreicas costeras ubicadas entre el río Copiapó y la quebrada Totoral. 
Los ítems 035, 036 y 037 del inventario BNA de 1978 fueron reunidos en el inventario de cuencas de Chile (DARH), de 2014, en un territorio llamado Cuencas Costeras entre Río Copiapó y Río Huasco con el código 0306. De esa manera el ítem 035 de 1978 se transforma en tres subcuencas con los códigos 030600, 030601 y 030602. Cubren un área de 2192 km².
| [[File:Cuenca-034-035-036-037-B.svg\|700px\|alt={{{Alt\|Cuencas costeras entre el río Copiapó y la quebrada del Totoral, en su definición del inventario BNA.]] File:Cuenca-034-035-036-037-B.svgCuencas costeras entre el río Copiapó y la quebrada del Totoral, en su definición del inventario BNA. |

## Límites y relieve
Como lo anuncia su nombre, este grupo de cuencas limita al norte con la cuenca del río Copiapó y al sur con la quebrada Totoral y cubre un área de 2075 km² de la Región de Atacama.

## Población
El Instituto Nacional de Estadísticas consigna 5 localidades dentro de las cuencas. La investigación de campo realizada por el DGA para la publicación citada encontró 3 más:: 2–25, 2–26 
| Localidad           | Comuna  | Población (según INE)    | Viviendas (según INE)    | Población según otras fuentes | Ubicación                     |
| ------------------- | ------- | ------------------------ | ------------------------ | ----------------------------- | ----------------------------- |
| Playa La Virgen     | Caldera | 0                        | 34                       | -                             | 35 km al sur de bahía Inglesa |
| Caleta Barranquilla | Caldera | 242                      | 1518                     | 600                           | 66 km al sur de Caldera       |
| Caleta Maldonado    | Caldera | no reconocida por el INE | no reconocida por el INE | entre 28 y 50                 |                               |
| Bahía Salada        | Caldera | no reconocida por el INE | no reconocida por el INE | -                             |                               |
| Caleta Chasco       | Copiapó | no reconocida por el INE | no reconocida por el INE | entre 64 y 68                 | 75 km de la ciudad de Copiapó |
| Caleta San Pedro    | Copiapó | 0                        | 6                        | -                             | 75 km de la ciudad de Copiapó |
| Caleta Pajonales    | Copiapó | no reconocida por el INE | no reconocida por el INE | entre 28 y 30                 | 22 km al norte de Totoral     |

## Subdivisiones
La Dirección General de Aguas subdivide o reúne las cuencas de Chile acorde a las necesidades de estudio y gestión. Existen dos inventarios que han logrado ser aceptados como principales, el inventario de cuencas del Banco Nacional de Aguas (BNA) de 1978, de mayor uso, y el inventario de cuencas del Departamento de Administración de Recursos Hídricos (DARH) de 2014 de mejor cartografía que ha obligado a redefinir algunos límites, a veces con cambios mayores, pero también por algunas redefiniciones del concepto de subcuenca.
Bajo el BNA el código del ítem es 035 y con el DARH es solo una parte del ítem 0306.
La subdivisión del BNA es como sigue:
| Cuenca                                                                           | Subcuenca | Subsubcuenca | Aguas                                                       | Área drenaje km² | Observaciones |
| -------------------------------------------------------------------------------- | --------- | ------------ | ----------------------------------------------------------- | ---------------- | ------------- |
| 035 Categoría:Cuencas costeras entre Río Copiapó y Quebrada Totoral (035) (mapa) |           |              |                                                             |                  |               |
| 035                                                                              | 0350      | 03500        | Quebrada Seca                                               | 876              |               |
| 035                                                                              | 0350      | 03501        | Costeras Entre Río Copiapó y Quebrada Seca                  | 82               |               |
| 035                                                                              | 0351      | 03510        | Quebradas entre Q. Seca y Q. Totoral                        | 1087             |               |
| total:                                                                           | 2         | 3            | Región: III (100%) / Tipo: Exorreica / Desemb.: O. Pacífico | 2045             |               |

En el inventario DARH, el ítem BNA 035 pasa a ser parte de un ítem mayor, el 0306:
| Código | Nombre                                          | Código en mapa                                  | Tipología de cuenca                             | Vertiente de cuenca                             | Origen de cuenca                                | Temperatura media anual (C°)                    | Temperatura máxima (C°)                         | Temperatura mínima (C°)                         | Precipitación anual (mm)                        | Número de estaciones fluviométricas             | Número de estaciones pluviométricas             | Área (km²)                                      |
| ------ | ----------------------------------------------- | ----------------------------------------------- | ----------------------------------------------- | ----------------------------------------------- | ----------------------------------------------- | ----------------------------------------------- | ----------------------------------------------- | ----------------------------------------------- | ----------------------------------------------- | ----------------------------------------------- | ----------------------------------------------- | ----------------------------------------------- |
| 0306   | Cuencas Costeras entre Río Copiapó y Río Huasco | Cuencas Costeras entre Río Copiapó y Río Huasco | Cuencas Costeras entre Río Copiapó y Río Huasco | Cuencas Costeras entre Río Copiapó y Río Huasco | Cuencas Costeras entre Río Copiapó y Río Huasco | Cuencas Costeras entre Río Copiapó y Río Huasco | Cuencas Costeras entre Río Copiapó y Río Huasco | Cuencas Costeras entre Río Copiapó y Río Huasco | Cuencas Costeras entre Río Copiapó y Río Huasco | Cuencas Costeras entre Río Copiapó y Río Huasco | Cuencas Costeras entre Río Copiapó y Río Huasco | Cuencas Costeras entre Río Copiapó y Río Huasco |
| ...    |                                                 |                                                 |                                                 |                                                 |                                                 |                                                 |                                                 |                                                 |                                                 |                                                 |                                                 |                                                 |
| 030600 | Costeras entre Río Copiapó y Quebrada Seca      | 0                                               | Exorreica                                       | Pacífico                                        | Pluvial                                         | 16.2                                            | 24.4                                            | 8.6                                             | 33.1                                            | 0                                               | 0                                               | 114.2                                           |
| 030601 | Quebrada Seca                                   | 0                                               | Exorreica                                       | Pacífico                                        | Pluvial                                         | 15.2                                            | 24.3                                            | 6.7                                             | 29.9                                            | 0                                               | 0                                               | 1006.9                                          |
| 030602 | Costeras entre Quebrada Seca y Quebrada Totoral | 0                                               | Exorreica                                       | Pacífico                                        | Pluvial                                         | 16.1                                            | 25.1                                            | 7.7                                             | 31.0                                            | 0                                               | 0                                               | 1071.2                                          |
| ...    |                                                 |                                                 |                                                 |                                                 |                                                 |                                                 |                                                 |                                                 |                                                 |                                                 |                                                 |                                                 |

El inventario de 1978 es casi el mismo con la diferencia que la zona completa es un ítem. El inventario de 2014 considera la zona en cuestión parte de un ítem mayor:

## Hidrología

Diagrama unifilar de las cuencas entre río Copiapó y río Huasco o ítems 035, 036 y 037 del inventario BNA de cuencas de Chile.

### Red hidrográfica
Las cuencas en estudio no tienen cuerpos de agua del tipo lago, laguna, humedales, o salares, ni tampoco infraestructura de embalses según la información contenida en inventario público de cuencas hidrográficas y lagos, de la Dirección General de Aguas y el inventario nacional de humedales del ministerio del medio ambiente. Existen afloramientos, puntuales, de aguas subterráneas en los sectores de Quebrada del Morel y Quebrada Verde.: 2–24 
Los cuerpos de agua considerados en esta categoría son:

### Humedales
No hay humedales en la zona.: 2–24 

### Glaciares
El inventario público de glaciares de Chile 2022 no registra glaciares en las cuencas de marras.

### Desaladoras
En el ítem 035 operan 3 plantas desaladoras y un proyecto para una cuarta desaladora por parte de la empresa ENAPAC ya se encuentra aprobado. Las plantas están en caleta Barranquilla con capacidad de 10 m³/día, caleta Pajonal (400 l/h) que funciona solo 6 horas al día, Punta Cachos de 30 m³/día. La nueva planta suministrará  151.200 m³/día.: 2–49 

## Obras hidráulicas
Existe un proyecto para la construcción de obras portuarias en la zona.: 2–49 

## Clima

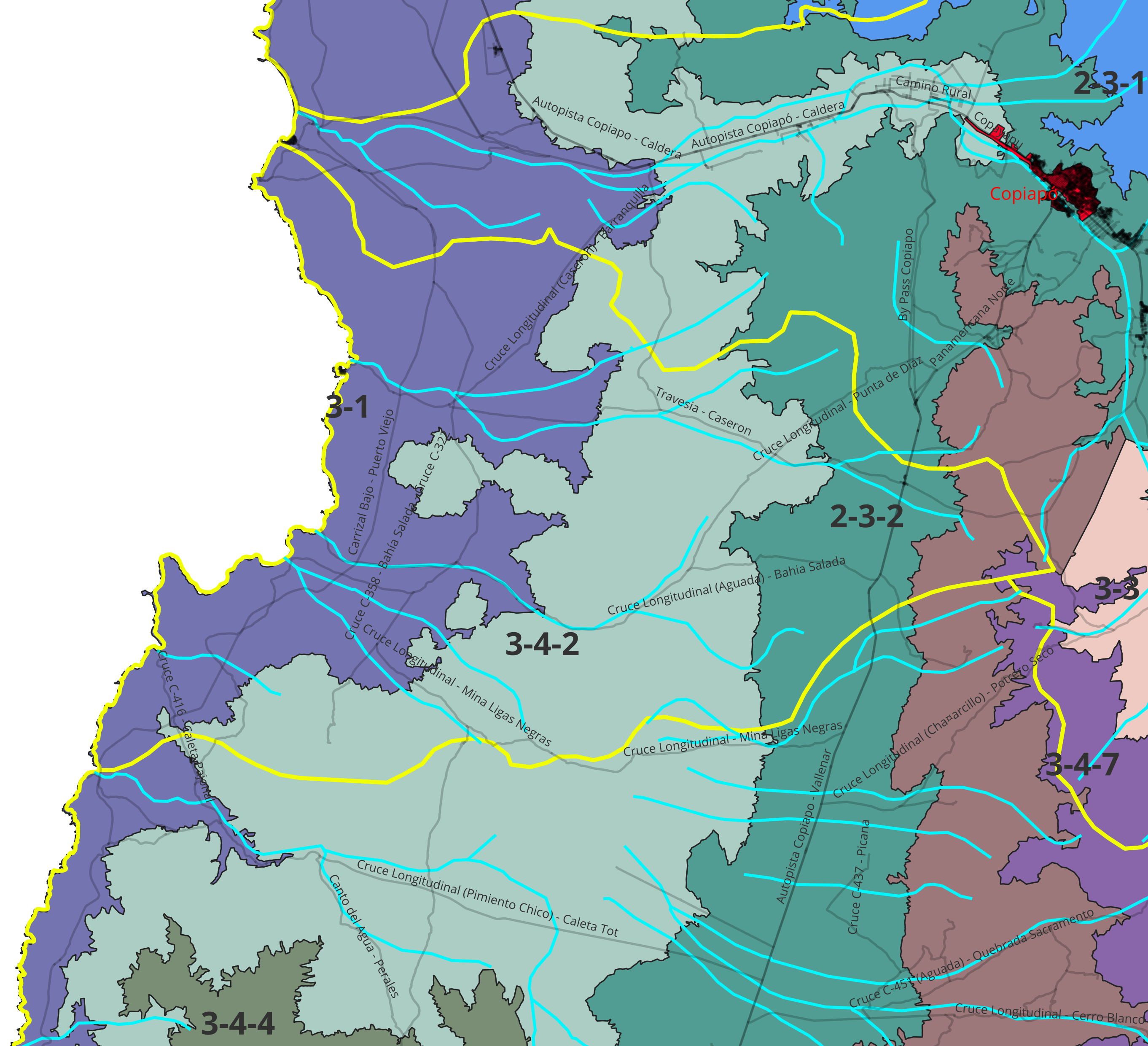
Distritos agroclimáticos según el :es:Atlas agroclimático de Chile en el ítem 035 del inventario de cuencas de Chile (BNA).

El Atlas agroclimático de Chile distingue 5 distritos climáticos en la cuenca:
- 3-1 Desierto con influencia marina y régimen de humedad xérico (BWnXe). La temperatura oscila entre un máximo de enero de 23,6 °C (máx de 26 °C y mín de 21,7 °C dentro del distrito) y un mínimo de julio de 8,3 °C (máx de 8,9 °C y mín de 6,2 °C dentro del distrito). En todo el año no tiene heladas. El periodo de temperaturas favorables a la actividad vegetativa dura 12 meses. Registra anualmente 1.887 días grado y 47 horas de frío acumuladas hasta el 31 de Julio. La precipitación media anual es de 28 mm y un periodo seco de 12 meses, con un déficit hídrico de 1.374 mm/año. El período húmedo dura 0 meses durante los cuales se produce un excedente hídrico de 0 mm.
- 3-4-2 Desierto con influencia marina y régimen de humedad Xérico (BWnXe). La temperatura oscila entre un máximo de enero de 26,3 °C (máx de 28,7 °C y mín de 23,4 °C dentro del distrito) y un mínimo de julio de 7,4 °C (máx de 9,5 °C y mín de 4,5 °C dentro del distrito). Tiene un promedio de 345 días consecutivos libres de heladas. En el año se registra un promedio de 0 heladas. El periodo de temperaturas favorables a la actividad vegetativa dura 12 meses. Registra anualmente 2.065 días grado y 91 horas de frío acumuladas hasta el 31 de Julio. La precipitación media anual es de 66 mm y un periodo seco de 12 meses, con un déficit hídrico de 1.382 mm/año. El período húmedo dura 0 meses durante los cuales se produce un excedente hídrico de 0 mm.
- 2-3-2 Desierto con influencia marina y régimen de humedad xérico (BWnXe). La temperatura oscila entre un máximo de enero de 28,2 °C y un mínimo de julio de 7,3 °C. Tiene un promedio de 345 días consecutivos libres de heladas. En el año se registra un promedio de 0 heladas. El período de temperaturas favorables a la actividad vegetativa dura 12 meses. Registra anualmente 2.417 días grado y 80 horas de frío acumuladas hasta el 31 de Julio. La precipitación media anual es de 6 mm y un período seco de 12 meses, con un déficit hídrico de 1.757 mm/año. El período húmedo dura 0 meses durante los cuales se produce un excedente hídrico de 0 mm.
- 3-4-6 Desierto interior y régimen de humedad xérico (BWXe). La temperatura oscila entre un máximo de enero de 29,4 °C (máx de 32 °C y mín de 26 °C dentro del distrito) y un mínimo de julio de 5,4 °C (máx de 7,7 °C y mín de 3,8 °C dentro del distrito). Tiene un promedio de 282 días consecutivos libres de heladas. En el año se registra un promedio de 4 heladas. El periodo de temperaturas favorables a la actividad vegetativa dura 12 meses. Registra anualmente 2.233 días grado y 245 horas de frío acumuladas hasta el 31 de Julio. La precipitación media anual es de 41 mm y un periodo seco de 12 meses, con un déficit hídrico de 1.787 mm/año. El período húmedo dura 0 meses durante los cuales se produce un excedente hídrico de 0 mm.
- 3-4-7 Desierto interior y régimen de humedad xérico (BWXe). La temperatura oscila entre un máximo de enero de 27,6 °C (máx de 31,9 °C y mín de 24 °C dentro del distrito) y un mínimo de julio de 3,6 °C (máx de 6,1 °C y mín de 1,1 °C dentro del distrito). Tiene un promedio de 204 días consecutivos libres de heladas. En el año se registra un promedio de 20 heladas. El periodo de temperaturas favorables a la actividad vegetativa dura 12 meses. Registra anualmente 1.790 días grado y 598 horas de frío acumuladas hasta el 31 de Julio. La precipitación media anual es de 41 mm y un periodo seco de 12 meses, con un déficit hídrico de 1.979 mm/año. El período húmedo dura 0 meses durante los cuales se produce un excedente hídrico de 0 mm.

## Actividades económicas
Las actividades productivas en las cuencas giran en torno a la minería, al turismo y la pesca, mayormente.: 2–30 

## Áreas bajo protección oficial y conservación de la biodiversidad
En el ítem 035 no hay parques nacionales, ni reservas nacionales ni monumentos naturales ni sitios RAMSAR. Además, la cuenca no cuenta con santuarios de la naturaleza, reservas de la biósfera ni áreas protegidas de propiedad privada. El “Desierto Florido” es el único bien nacional protegido, mediante D.S. N° 1.939/1977 del Ministerio de Bienes Nacionales con una extensión de 38.900 hectáreas en total, 28.020 de las cuales se encuentran dentro del ítem. Existen , sin embargo,  tres sitios prioritarios para la conservación de la biodiversidad: el desierto florido, la quebrada del Morel y la bahía Salada: 2–47 
El Ministerio del Medio Ambiente de Chile registra solo el Santuario de la Naturaleza Humedal Costero de Totoral, aunque solo con un 0,1% en las cuencas del ítem 035.